# Nelson de Souza
Ângelo Nelson Rosário de Souza (ur. 11 grudnia 1954 w Indiach) – portugalski polityk, urzędnik państwowy i działacz gospodarczy, w latach 2000–2001 i 2015–2019 sekretarz stanu, od 2019 do 2022 minister.

## Życiorys
Z wykształcenia finansista, absolwent Instituto Superior de Economia. W latach 1977–1995 pracował w dyrekcji generalnej do spraw przemysłu, pełnił funkcję zastępcy dyrektora generalnego tej instytucji. W latach 1995–1996 kierował gabinetem ministra gospodarki. Następnie do 2000 wchodził w skład zarządu IAPMEI, instytutu zajmującego się wspieraniem małej i średniej przedsiębiorczości. Związany z Partią Socjalistyczną. Od 2000 do 2001 był sekretarzem stanu do spraw małych i średnich przedsiębiorstw, handlu oraz usług. Później działał w organizacjach gospodarczych i jako dyrektor programów związanych z funduszami europejskimi. W latach 2012–2013 był dyrektorem generalnym zrzeszenia przemysłowego Associação Industrial Portuguesa.
Przeniósł się następnie do administracji miejskiej Lizbony, od 2014 pełnił funkcję dyrektora miejskiego do spraw finansów. W 2015 objął stanowisko sekretarza stanu do spraw rozwoju i spójności. W lutym 2019 w rządzie Antónia Costy awansował na urząd ministra planowania (zajmującego się funduszami europejskimi). Utrzymał tę funkcję w utworzonym w październiku 2019 drugim gabinecie dotychczasowego premiera. Urząd ministra sprawował do marca 2022.